# Urospatha sagittifolia
Urospatha sagittifolia là một loài thực vật có hoa trong họ Ráy (Araceae). Loài này được (Rudge) Schott miêu tả khoa học đầu tiên năm 1853.